# Mikaniopsis clematoides
Mikaniopsis clematoides là một loài thực vật có hoa trong họ Cúc. Loài này được (Sch.Bip. ex A.Rich.) Milne-Redh. mô tả khoa học đầu tiên năm 1956.